# Czifferszky Béla
Czifferszky Béla (Budapest, 1935. július 5. –) magyar karikaturista, grafikus, tipográfus, tervezőszerkesztő, újságíró. Szignója: CZIFI.

## Életpálya
A Kandó Kálmán Villamosipari Technikumban érettségizett (1953) ezután a MÚOSZ Újságíró Iskolában szerzett újságíró diplomát. 1968-tól a Képes Sport munkatársa, majd a Pajtás tervezőszerkesztője lett, de dolgozott az Ifjúsági Magazinnak is, illetve a Füles belső munkatársa volt. A Magyar Konyha című lap szerkesztőségének alapító tagja és 11 évig munkatársa. A Hahota című közkedvelt gyermekzsebkönyv egyik elindítója és címadója. Külsősként több vicclap foglalkoztatta: Ludas Matyi, Ludas Magazin, Vicc az Egész. Rajzai legfőbb jellemzője a lendületesség. Tervezett kártyanaptárakat, lemezborítókat például Boncz Géza, Szinetár Dóra, Vikidál Gyula részére. Grafikusként könyveket is illusztrált. Napjainkban is találkozhatunk rajzaival, nyugdíjasként is több rejtvénylaphoz készít karikatúrákat.

## Publikációi
- Népsport (1959–76)
- Magyar Ifjúság (1960–62)
- Ludas Matyi (1962–71)
- Képes Sport (1968–88)
- Népi Sport (1965)
- Ifjúsági Magazin (1965–92)
- Pajtás (1968–84)
- Labdarúgó Világ (1969)
- Füles (1980–2006)
- Hahota (1987–93)
- Pajtás Fészek Magazin (1985)
- Magyar Konyha (1979–87)
- Mini Pajtás (1986–88)
- Téli Magazin (1987)
- Úttörő Zsebkönyv (1985–87)
- Vicc az Egész (1998)
- Dörmögő Dömötör(1992)
- Kis Füles (2001)
- Hahota Évkönyv (1992)
- Skandi Varázs (2001)
- Skandi Kamera (2001)

## Kiállítás
- Újvidék (1972) Önálló karikatúra kiállítás

## Díjak, elismerések
- Ezüst Gerely (sportkarikatúra-díj) (1967)